# Corluddy Castle
Corluddy Castle (irisch Caisleán Chorrloda) ist die Ruine einer Niederungsburg in der Nähe des Dorfes Carrigeen im irischen County Kilkenny.
Laut O’Kelly handelt es sich um ein „fünfstöckiges Gebäude ohne Dach, aber in gutem Erhaltungszustand, wobei der untere Bogen Spuren von Arbeiten mit Weidenästen zeigt. Es liegt auf einem offenen Hügelhang östlich des Dorfes und gehörte den Grants, bis es während der Rückeroberung Irlands konfisziert wurde. Peter Grant, Chef des Familienclans, starb 1510 und liegt in der Sankt-Cainnech-Kathedrale begraben.“